# Paul Iby
Paul Iby (magyarul Iby Pál) (Doborján, 1935. január 23. –) osztrák római katolikus pap, kismartoni püspök.

## Pályafutása
1959. június 29-én szentelték pappá. 1959-től 1961-ig Kismartonban volt káplán, majd 1963-ig püspöki ceremonárius. 1963–1967-ig a Gregoriana Pápai Egyetemen, Rómában egyházjogot tanult.
1967-től 1974-ig püspöki titkár, 1969-től 1977-ig az egyházmegyei karitász vezetője, 1973-tól 1985-ig az egyházmegyei oktatási hivatal vezetője, 1974-től 1992-ig a püspöki titkárság vezetője, 1977-től 1984-ig irodaigazgató, 1984-től 1992-ig általános helynök volt.

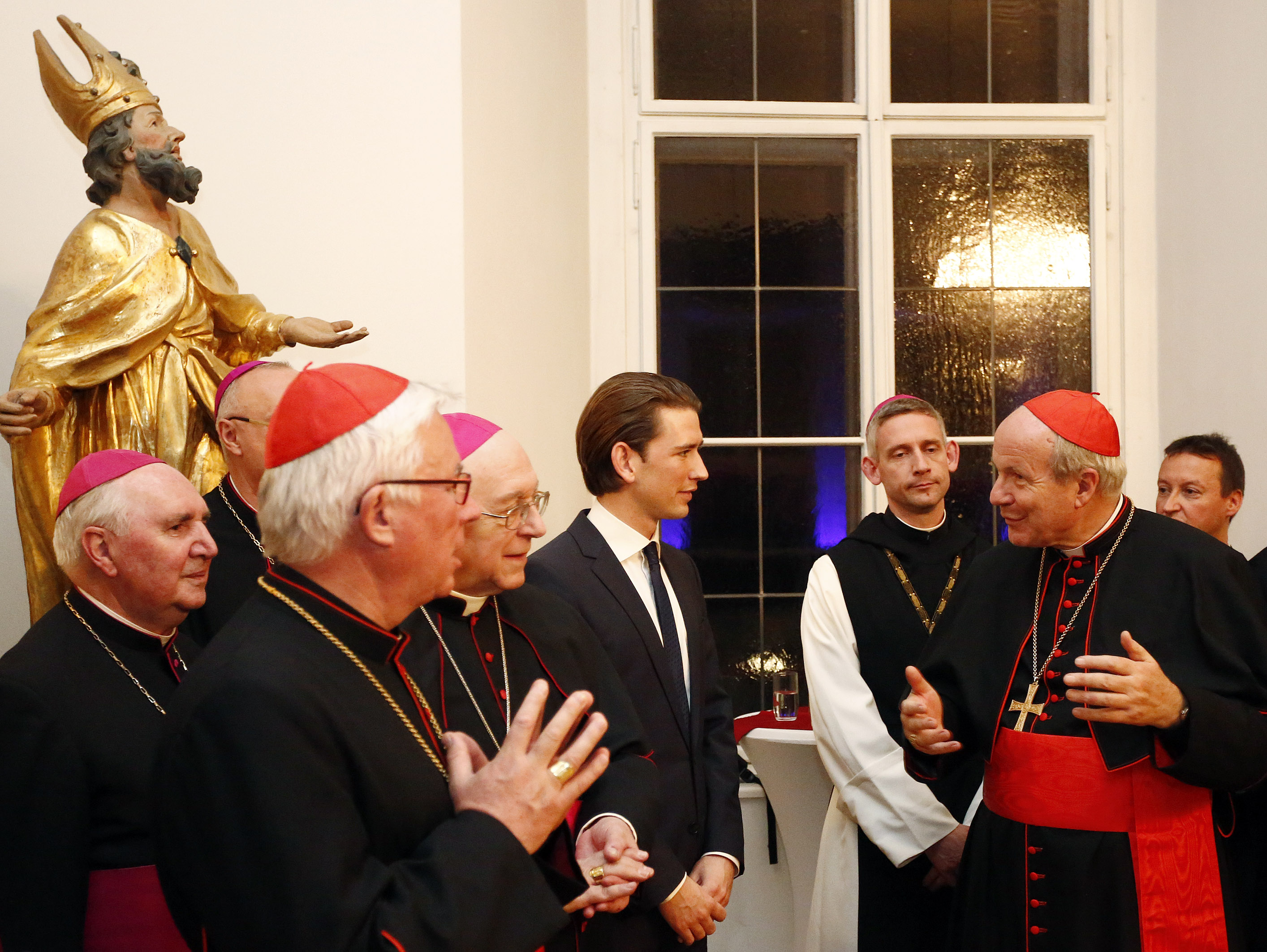
Paul Iby (a kép bal szélén) az osztrák püspöki karral Sebastian Kurz külügyminiszternél (2014)

### Püspöki pályafutása
1992. december 28-án kismartoni püspökké nevezték ki. 1993. január 24-én szentelte püspökké Stephan László kismartoni püspök, Helmut Krätzl bécsi segédpüspök és Vinko Puljić vrhbosna–szarajevói érsek segédletével.
Püspöksége alatt emelték basilica minor rangra a lorettomi szeplőtelen fogantatás kegytemplomot. 2001-ben elindította a kismartoni Szent Márton-dóm felújítását. 2003. március 23-án II. János Pál pápa boldoggá avatta Batthyány-Strattmann Lászlót, akinek boldoggá avatását elődje, Stephan László kezdeményezte 1982-ben. 1995-től 2003-ig az Osztrák Püspöki Konferencia ifjúságért felelős püspöke volt. Püspöksége alatt 34 papot és 41 diakónust szenteltek az egyházmegyében.
2010-ben nyugállományba vonult.
A 2018-ban püspökké szentelésének 25. évfordulója alkalmából rendezett ünnepi szentmisén jelen volt többek között Veres András győri püspök és Várszegi Asztrik pannonhalmi főapát is.

## Művei
- Gott und dem Leben trauen. Erinnerungen und Wegzeichen. Tyrolia Verlag, 2017[3]